# Сосніцовиці
Сосніцовиці (пол. Sośnicowice, нім. Kieferstädtel) — місто в південній Польщі. Знаходиться у Верхньосілезькому промисловому районі.
Належить до Гливицького повіту Сілезького воєводства. Назва походить від назви дерева — сосна.

## Демографія
Демографічна структура станом на 31 березня 2011 року:
|          | Загалом | Допрацездатний вік | Працездатний вік | Постпрацездатний вік |
| -------- | ------- | ------------------ | ---------------- | -------------------- |
| Чоловіки | 812     | 130                | 582              | 100                  |
| Жінки    | 1025    | 154                | 667              | 204                  |
| Разом    | 1837    | 284                | 1249             | 304                  |